# سنداي

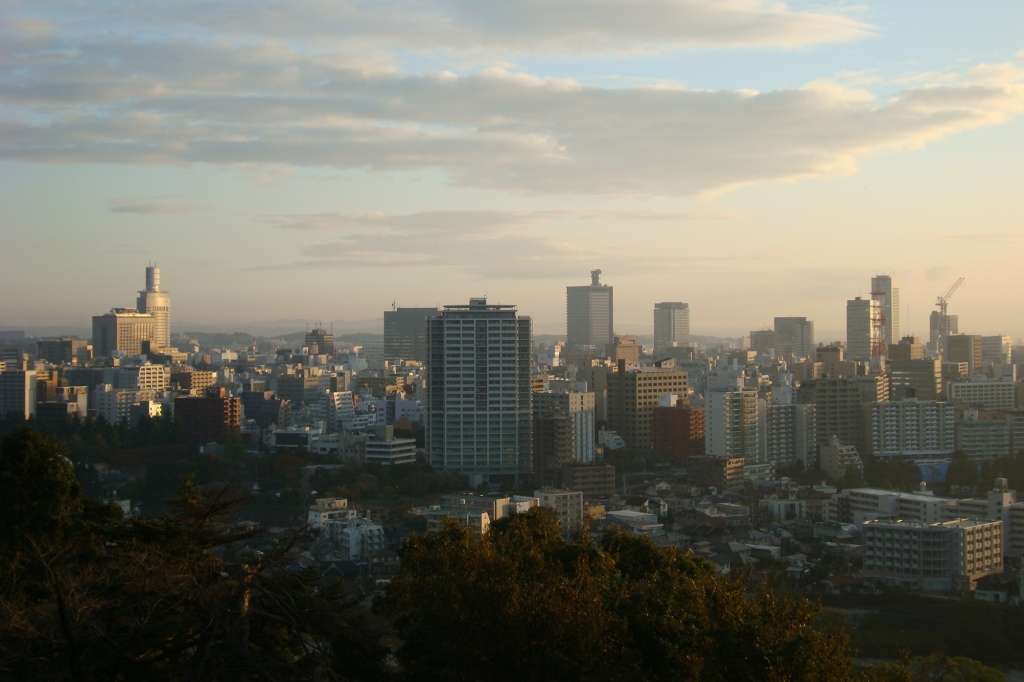
صورة لوسط المدينة

سنداي (باليابانية: 仙台市 سنداي-شي) هي مدينة في اليابان وعاصمة محافظة مياغي، تقع في شمالي جزيرة هونشو، وعلى مقربة من سواحل المحيط الهادي. مساحتها 788.09 كلم²، عدد السكان فيها 1046823 نسمة في 2011.
في 12 مارس 2011 تعرضت المدينة إلى ضرر بالغ جراء الزلزال بشدة 8.9 درجة عزم وموجات التسونامي التي تبعت ذلك بارتفاع 10 أمتار.

## نشاطات المدينة
تمثل مدينة سنداي المركز الإداري والثقافي لمنطقة توهوكو، وتوجد بها جامعة توهوكو (أسست 1904). من أهم الأنشطة الاقتصادية فيها: الحرف التقليدية (الحرير، السيراميك، الورنيش، صناعة الخشب). تملك المدينة بعض المصانع الحديثة على غرار مصانع النسيج، مصانع تحويل النحاس، ومصانع الجعة. تقع المدينة بالقرب من خليج إشينوماكي، وتمتاز هذه المنطقة بكثرة الموانئ.

## تاريخ
سنداي من المدن القديمة في اليابان. أسست في القرن الـثامن، إلا أن انطلاقتها الحقيقية بدأت في القرن الـسابع عشر. من أهم المعالم فيها، آثار قصر هضبة آوبا، والذي شيد في القرن الـ17 م، الحديقة البستانية في ريننوجي ومعبد أوساكي هاشيمان، والذي يعتبر من الجواهر المعمارية في اليابان.

## توأمة
لسنداي اتفاقيات توأمة مع كل من:
- مينسك
- ريفرسايد
- رين (1967 - )
- دالاس
- تشانغتشون
- تاينان

## أعلام
- جون أوياما
- يوكو كانو
- ياسوشي إندو
- شينيتشي موتو
- ياسويوكي كونو